# Ispytatelnyj srok
Ispytatelnyj srok (russisk: Испытательный срок) er en sovjetisk spillefilm fra 1960 af Vladimir Gerasimov.

## Medvirkende
- Oleg Jefremov som Uljan Zjur
- Oleg Tabakov som Sasja Jegorov
- Vjatjeslav Nevinnyj som Sergej Zajtsev
- Boris Novikov som Vorobejtjik
- Jevgenij Urbanskij